# Казе Берзанети (Ферара)
Казе Берзанети (итал. Case Bersanetti) је насеље у Италији у округу Ферара, региону Емилија-Ромања.
Према процени из 2011. у насељу је живело 27 становника. Насеље се налази на надморској висини од -2 м.